# Izbenica
Izbenica (em cirílico: Избеница) é uma vila da Sérvia localizada no município de Varvarin, pertencente ao distrito de Rasina, na região de Šumadija, Temnić. A sua população era de 494 habitantes segundo o censo de 2011.

## Demografia
| 1948 | 1953 | 1961 | 1971 | 1981 | 1991 | 2002 | 2011 |
| ---- | ---- | ---- | ---- | ---- | ---- | ---- | ---- |
| 857  | 876  | 822  | 790  | 755  | 833  | 531  | 494  |